# Pascalina

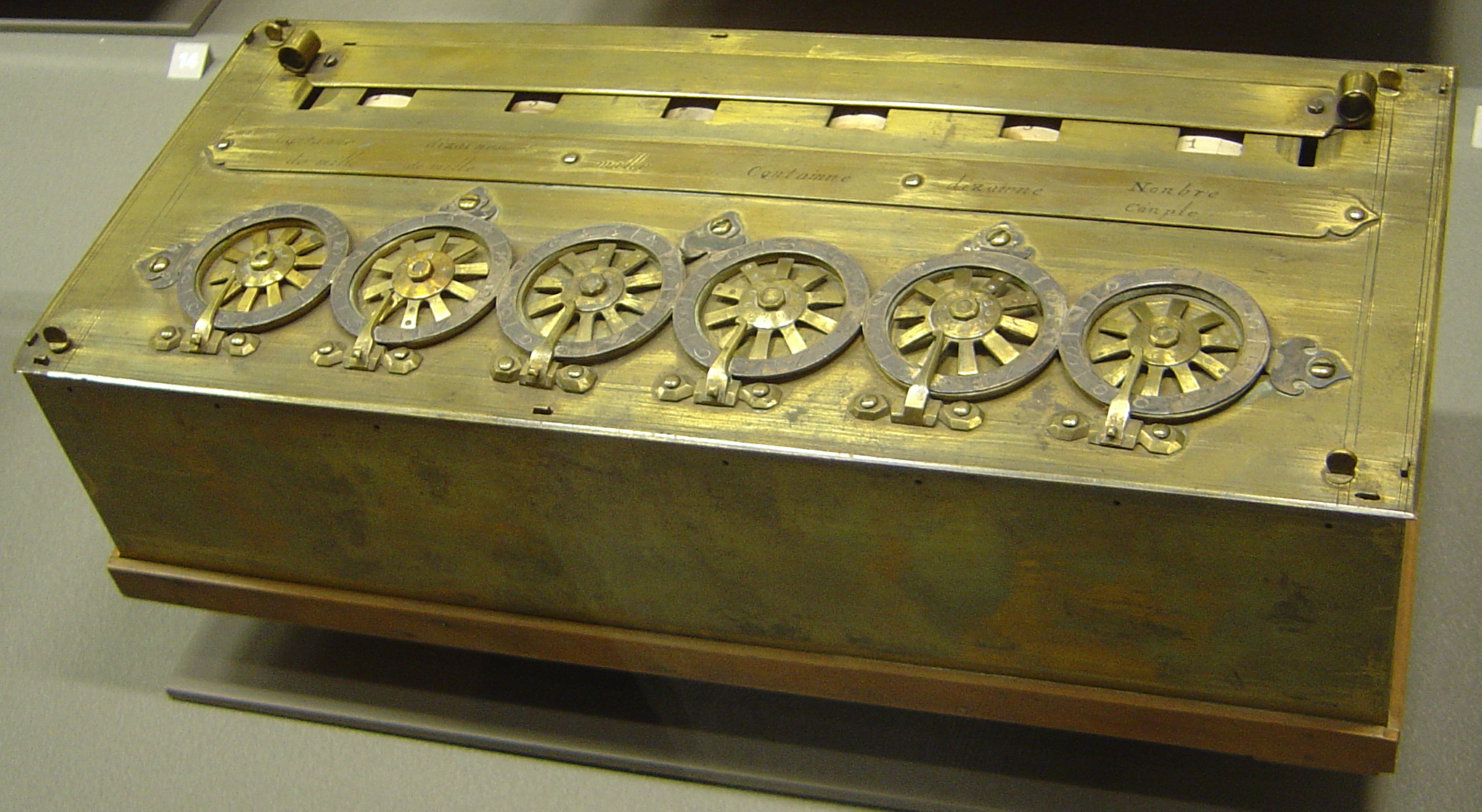
Pascalina al Museu d'Arts i Oficis de París

La Pascalina fou una de les primeres calculadores mecàniques. Va ser inventada per Blaise Pascal el 1642, fruit de tres anys de desenvolupament.
Se'n van fabricar diverses versions; de fet, Pascal en persona en va construir com a mínim 50 exemplars. Basada, en part, en aquesta màquina de calcular, el 1672 aparegué la calculadora de Leibniz. El 1642 un noi de tan sols 19 anys - Blaise Pascal - va crear una màquina per ajudar el seu pare en els càlculs que aquest havia de fer com a recaptador d'impostos que era. La màquina era totalment mecànica i estava impulsada per diferents rodes que possibilitaven el càlcul de sumes; es va donar a conèixer com a Pascalina.
Durant molts anys es va pensar que aquesta fou la primera calculadora mecànica. Això no obstant, anteriorment, el 1623 un científic alemany, Wilhelm Schickard ja havia inventat una altra màquina, anomenada el rellotge calculant. Aquesta tenia un conjunt de rodes dentades i podia realitzar sumes i restes, fins i tot disposava d'un enginyós sistema que avisava, per mitjà d'una campaneta, quan els càlculs havien sobrepassat els límits de la màquina.

## Història
Pascal va dissenyar la màquina el 1642 i, després de 50 prototips, la va presentar al públic el 1645, dedicant-la a Pierre Séguier, llavors canceller de França. Pascal va construir al voltant de vint màquines més durant la següent dècada, moltes de les quals va anar millorant amb el temps. El 1649, el rei Lluís XIV de França va donar un privilegi reial a Pascal (similar a una patent), que li va donar el dret exclusiu de disseny i fabricació de màquines de calcular a França.
Altres desenvolupaments posteriors sovint reflecteixen aspectes de la Pascalina, ja sigui perquè en realitat estaven inspirats en ella o, almenys, conformats per les mateixes influències històriques que van conduir Pascal al desenvolupar del seu invent. Gottfried Leibniz va inventar les seves rodes Leibniz el 1671 després de tractar d'afegir una característica de la multiplicació automàtica a la Pascalina. El 1820, Thomas de Colmar va dissenyar el seu Arithmometer. No està del tot clar si mai va veure el dispositiu de Leibniz. El Arithmometer va ser la primera calculadora mecànica prou forta i fiable per ser utilitzat diàriament en un entorn d'oficina.
Pascal també va ser influent en la recerca de comercialitzar la seva màquina (encara que amb un èxit limitat). Tot i que altres formes de càlcul, com per exemple l'àbac o les taules de comptar, eren d'ús generalitzat, la màquina de Pascal simbolitzava un pas endavant compatible amb el creixent interès en l'ús de màquines per desplaçar el treball tediós. En aquest sentit, el seu invent va ser un pas important en el desenvolupament de calculadores mecàniques, primer a Europa i després a tot el món. Aquest desenvolupament va culminar, tres segles més tard, en la invenció del microprocessador, desenvolupat per una calculadora Busicom el 1971.

## Funcionament

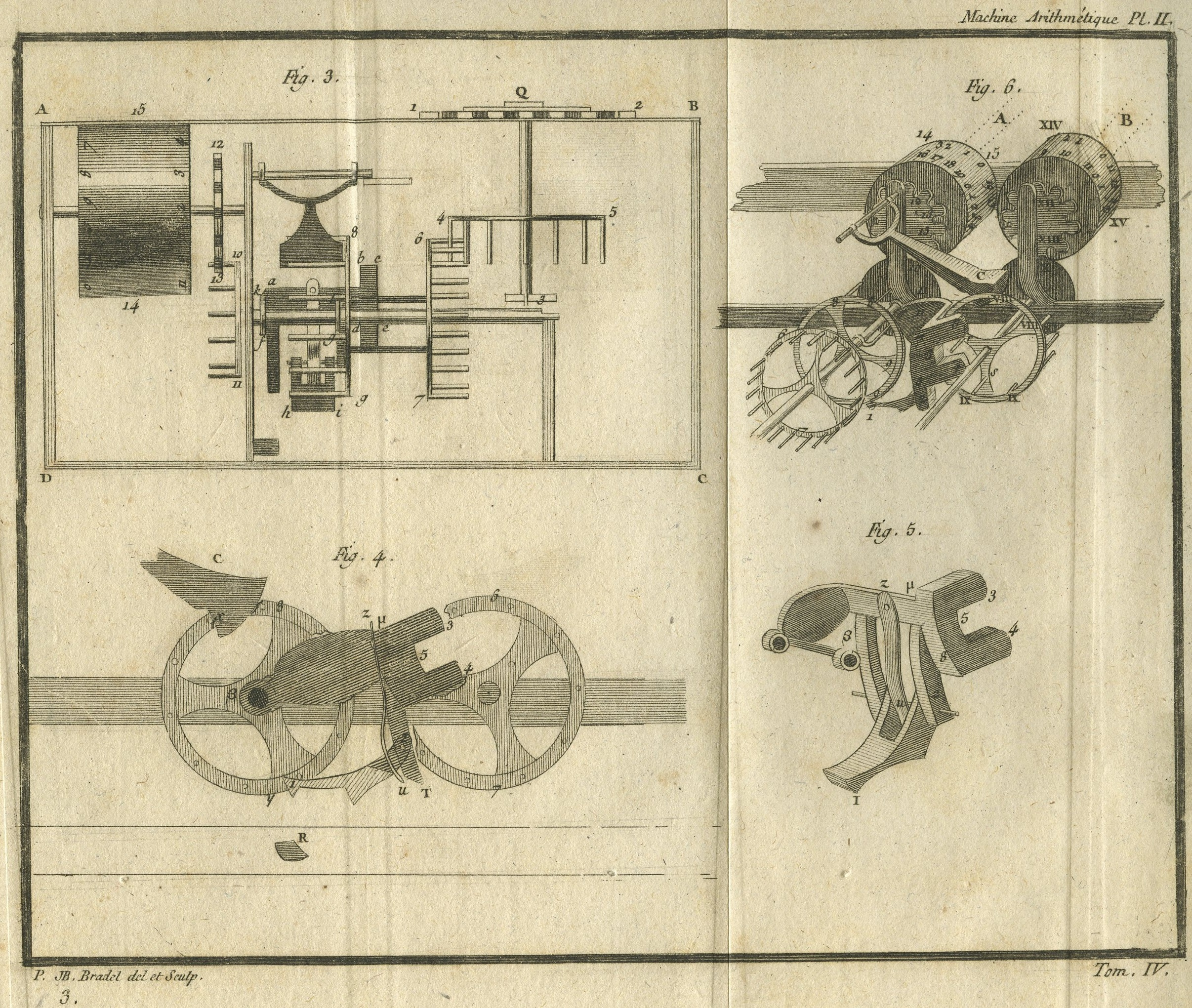
El mecanisme de la pascalina

La pascalina tenia la mida d'una caixa de sabates i era baixa i allargada. En el seu interior es disposaven unes rodes dentades connectades entre si, formant una cadena de transmissió, de manera que quan una roda girava completament sobre el seu eix, feia avançar un grau la següent. Aquestes rodes representaven el sistema decimal de numeració. Cada roda constava de deu passos, per la qual cosa estava convenientment marcada amb números del 9 al 0. Aquesta màquina estava formada per vuit rodes; sis representaven els nombres enters i les altres dues, a l'extrem esquerre, representaven els decimals. Amb aquesta disposició es podien manejar nombres enters entre 0'01 i 999.999'99. Mitjançant una maneta es feien girar les rodes dentades. Per sumar o restar, només calia accionar la maneta en el sentit correcte per tal que les rodes correguessin els passos necessaris. Quan una roda era al 9 i se sumava 1, aquesta avançava fins a la posició marcada per un zero. En aquest punt, un ganxo feia avançar un pas a la roda següent. D'aquesta manera es realitzava l'operació d'addició.

## Repercussió

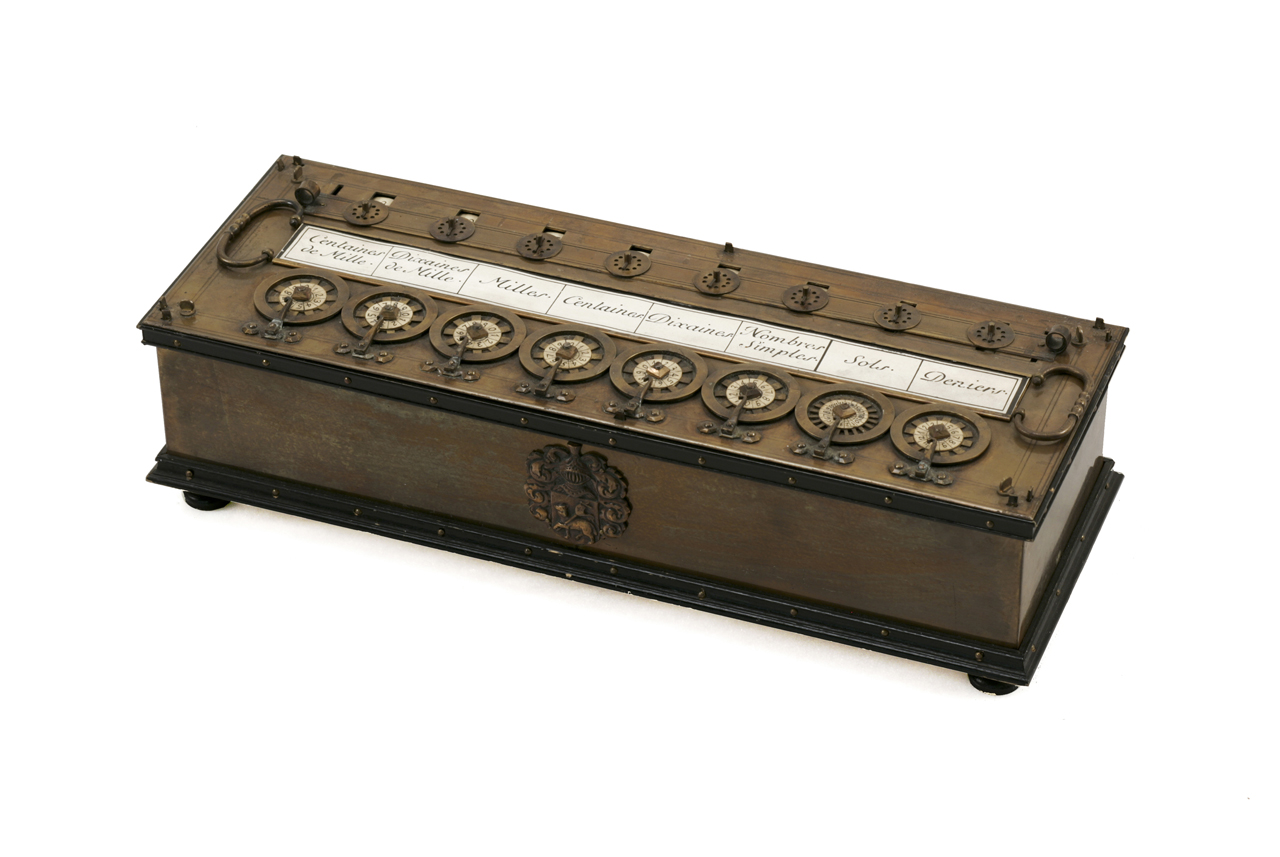
La Pascalina

Al llarg dels anys, Pascal va construir una cinquantena de models de la pascalina, en el seu afany d'aconseguir una calculadora que realment satisfés totes les necessitats. Tot i la qualitat tècnica de l'invent i del prestigi que li va donar, la pascalina no va establir-se a les oficines ni va gaudir d'una gran acceptació. Els comptables van preferir seguir els seus costums, ja sigui per rutina com per temor a ser desplaçats per l'eficaç màquina. Per la seva banda, els empresaris no van veure cap benefici en la compra d'aquesta costosa màquina, ja que la mà d'obra era molt barata i les operacions es podien resoldre amb la contractació d'humans.

## Precursors de la calculadora[calcitació]
Totes les màquines a engranatge anteriors a la pascalina formen part dels precursors de la calculadora. Aquesta és la llista resumida dels invents més rellevants.
- El mecanisme de Anticitera, d'abans del any 87 a.C (antiga calculadora mecànica per determinar posicions astronòmiques).
- Els rellotges mecànics del segle xiii.
- Els astrolabios (instruments que permetien representar el moviment de les estrelles en el cel).

Aquestes màquines permeties a les societats que les produïen, familiaritzar-se amb el moviment dels engranatges, com el meticulós treball dels metalls que les componien i el seu muntatge.
Alguns instruments de mesurament i certs controladors també van ser precursors de la calculadora:
l' hodometre de Leonardo de Vinvi.
L'hodometre és un instrument que mesura la distància recorreguda per un vehicle, i va ser descrit per primer cop pel romà Vitruvi al voltant de l'any 25 a.C. Vitruvi presenta unh odometre instal·lat en un cotxe. Consisteix en una sèrie d'engranatges connectats per una progressió de retenció. La primera roda estava impulsada per una de les rodes de la carrossa i l'última deixava caure una bola petita en una bossa a cada milla romana recorreguda.
Carrosa de la Dinastía han (segle iii) amb les dues figuretes.
- Un text xinès del segle iii descriu una carrossa amb dues figueretes de fusta a sobre d'ella. Un mecanisme feia que una de les figueretes fes un cop de tambor cada cop que recorria un ri (unitat de longitud utilitzada al Japó, equivalent a 3,9 km), i feia que a l'altra figureta sonés una campaneta cada 10 ris.[8]
- A finals del segle x, el monjo francès Gerbert de Aurillac, va portar d'Espanya els plans de la calculadora, inventada pels àrabs, on el seu costat de sortida tenia la forma d'un cap parlant que contestava per si o per no a les preguntes que se li feien (aritmètica binària), però les opinions diferien en la seva existència.[9]
- En el segle xiii, els monjos Albert Magne i Roger Bacon van construir ninots amb engranatges. Aquests instruments no van tenir èxit. Albert Magne es va queixar d'haver perdut 40 anys de feina quan Tomás de Aquino, aterrat per la seva màquina, la va destruir.
- El 1525, l'arquitecte francès Jean Fernel va crear el podòmetre, primera màquina capaç de contar el nombre de passos d'un home o d'un cavall. Aquesta màquina tenia la forma d'un rellotge i tenia quatre pantalles que mostraven unitats, desenes, centenars i mils.[10]
- En 1623 i 1624, Wilhem Schickard, un pastor evangèlic i universitari de Suabia, va enviar un disseny d'un rellotge que podia calcular en dos cartes dirigides a Johannes Kepler. La primera màquina - que devia ser construïda per un professional- fou destruïda, a mig acabar, en un incendi l'any 1624 i Schickard va abandonar el projecte.

El 1709 l'italià Giovanni Poleni va construir el primer rellotge capaç de calcular. No era una màquina amb un mètode d'inscripció directa (les xifres s'havien de registrar primer, i després posaven en funcionament la màquina).
El 1730, l'Acadèmia de Ciències (de París) va declarar tres màquines per Hillerin Boistissandeau, que tenien el mecanisme d'un rellotge per calcular. La primera màquina utilitza un sistema de retenció d'una dent (com el rellotge de Schickard). Aquesta no funcionava correctament. Les altres dues màquines utilitzaven ressorts per armar la retenció. Aquesta fou una solució adequada per aquest sistema.